# خمارباغی
خمارباغی روستایی است از توابع شهرستان کمیجان در استان مرکزی.  .

## مشخصات منطقه ای
روستای خمارباغی از توابع  شهرستان کمیجان می‌باشد . این روستا بامختصات جغرافیایی ۲۳درجه و ۵۰۹دقیقه طول شرقی و۳۴درجه و۸۱دقیقه عرض شمالی در شمال غربی استان مرکزی قراردارد.فاصله روستای خمارباغی تا کمیجان ۲ کیلومتر می‌باشد .

## جمعیت
بنابر سرشماری مرکز آمار ایران، جمعیت خمارباغی در سال ۱۳۸۵ برابر با ۸۷۲ نفر بوده‌است. این روستا ۲۱۵ خانوار دارد.